# Rally van Sardinië 2007
De Rally van Sardinië 2007, formeel 4º Rally d'Italia Sardegna, was de 4e editie van de Rally van Sardinië en de zevende ronde van het wereldkampioenschap rally in 2007. Het was de 430e rally in het wereldkampioenschap rally die georganiseerd wordt door de Fédération Internationale de l'Automobile (FIA). De start en finish was in Olbia.

## Programma
| Etappe | Datum           | Klassementsproeven | Competitieve afstand |
| ------ | --------------- | ------------------ | -------------------- |
| 1      | Vrijdag 18 mei  | 6                  | 145,40 kilometer     |
| 2      | Zaterdag 19 mei | 6                  | 142,72 kilometer     |
| 3      | Zondag 20 mei   | 6                  | 54,74 kilometer      |
|        |                 |                    |                      |
| Totaal | Totaal          | 18                 | 342,86 kilometer     |

## Resultaten
| Algemene top tien | Algemene top tien | Algemene top tien    | Algemene top tien          | Algemene top tien | Algemene top tien | Algemene top tien | Algemene top tien |
| Pos.              | #                 | Rijder               | Auto                       | Gr/kl             | Tijd              | Eerste            | Punten            |
| Pos.              | #                 | Navigator            | Inschrijving               | C                 | Straftijd         | Vorige            | Punten            |
| ----------------- | ----------------- | -------------------- | -------------------------- | ----------------- | ----------------- | ----------------- | ----------------- |
| 1.                | 3                 | Marcus Grönholm      | Ford Focus RS WRC 06       | A8                | 3:48:42,0         | 0:00              | 10                |
| 1.                | 3                 | Timo Rautiainen      | BP Ford World Rally Team   | C                 |                   | =                 | 10                |
| 2.                | 4                 | Mikko Hirvonen       | Ford Focus RS WRC 06       | A8                | 3:49:11,2         | + 29,2            | 8                 |
| 2.                | 4                 | Jarmo Lehtinen       | BP Ford World Rally Team   | C                 |                   | + 29,2            | 8                 |
| 3.                | 2                 | Daniel Sordo         | Citroën C4 WRC             | A8                | 3:50:03,8         | + 1:21,8          | 6                 |
| 3.                | 2                 | Marc Martí           | Citroën Total WRT          | C                 |                   | + 52,6            | 6                 |
| 4.                | 10                | Henning Solberg      | Ford Focus RS WRC 06       | A8                | 3:50:18,6         | + 1:36,6          | 5                 |
| 4.                | 10                | Cato Menkerud        | Stobart VK Ford Rally Team | C                 |                   | + 14,8            | 5                 |
| 5.                | 7                 | Petter Solberg       | Subaru Impreza S12B WRC 07 | A8                | 3:51:16,2         | + 2:34,2          | 4                 |
| 5.                | 7                 | Phil Mills           | Subaru World Rally Team    | C                 | 0:10              | + 57,6            | 4                 |
| 6.                | 21                | Toni Gardemeister    | Mitsubishi Lancer WRC 05   | A8                | 3:53:44,1         | + 5:02,1          | 3                 |
| 6.                | 21                | Jakke Honkanen       | Toni Gardemeister          | A8                |                   | + 2:27,9          | 3                 |
| 7.                | 5                 | Manfred Stohl        | Citroën Xsara WRC          | A8                | 3:54:10,6         | + 5:28,6          | 2                 |
| 7.                | 5                 | Ilka Minor           | OMV Kronos Citroën WRT     | C                 |                   | + 26,5            | 2                 |
| 8.                | 26                | Juho Hänninen        | Mitsubishi Lancer WRC 05   | A8                | 3:58:13,7         | + 9:31,7          | 1                 |
| 8.                | 26                | Mikko Markkula       | Juho Hänninen              | A8                |                   | + 4:03,1          | 1                 |
| 9.                | 9                 | Jari-Matti Latvala   | Ford Focus RS WRC 06       | A8                | 4:00:09,7         | + 11:27,7         |                   |
| 9.                | 9                 | Miikka Anttila       | Stobart VK Ford Rally Team | C                 |                   | + 1:56,0          |                   |
| 10.               | 8                 | Chris Atkinson       | Subaru Impreza S12B WRC 07 | A8                | 4:05:01,4         | + 16:19,4         |                   |
| 10.               | 8                 | Stéphane Prévot      | Subaru World Rally Team    | C                 | 1:40              | + 4:51,7          |                   |
| DNF top tien      |                   |                      |                            |                   |                   |                   |                   |
| Pos.              | #                 | Rijder               | Auto                       | Gr/kl             | KP                | Reden             | Reden             |
| Pos.              | #                 | Navigator            | Inschrijving               | C                 | KP                | Reden             | Reden             |
| DNF               | 1                 | Sébastien Loeb       | Citroën C4 WRC             | A8                | 13                | Wiel afgebroken   | Wiel afgebroken   |
| DNF               | 1                 | Daniel Elena         | Citroën Total WRT          | C                 | 13                | Wiel afgebroken   | Wiel afgebroken   |
| DNF               | 6                 | Daniel Carlsson      | Citroën Xsara WRC          | A8                | 1                 | Onbekend          | Onbekend          |
| DNF               | 6                 | Denis Giraudet       | OMV Kronos Citroën WRT     | C                 | 1                 | Onbekend          | Onbekend          |
| DNF               | 11                | Luis Pérez Companc   | Ford Focus RS WRC 06       | A8                | 8                 | Mechanisch        | Mechanisch        |
| DNF               | 11                | José Maria Volta     | Munchi's Ford WRT          | C                 | 8                 | Mechanisch        | Mechanisch        |
| DNF               | 22                | Jan Kopecký          | Škoda Fabia WRC            | A8                | 12                | Stuurinrichting   | Stuurinrichting   |
| DNF               | 22                | Filip Schovánek      | Czech Rally Team Kopecký   | A8                | 12                | Stuurinrichting   | Stuurinrichting   |
| DNF               | 23                | Mads Østberg         | Subaru Impreza S10 WRC 04  | A8                | 12                | Mechanisch        | Mechanisch        |
| DNF               | 23                | Ole Kristian Unnerud | Adapta AS                  | A8                | 12                | Mechanisch        | Mechanisch        |
| DNF               | 24                | Gareth MacHale       | Ford Focus RS WRC 06       | A8                | 8                 | Ongeluk           | Ongeluk           |
| DNF               | 24                | Paul Nagle           | Gareth MacHale             | A8                | 8                 | Ongeluk           | Ongeluk           |
| DNF               | 33                | Conrad Rautenbach    | Citroën C2 S1600           | A6                | 9                 | Versnellingsbak   | Versnellingsbak   |
| DNF               | 33                | David Senior         | Conrad Rautenbach          | A6                | 9                 | Versnellingsbak   | Versnellingsbak   |
| DNF               | 41                | Manuel Rueda         | Renault Clio R3            | A7                | 12                | Ongeluk           | Ongeluk           |
| DNF               | 41                | Borja Rozada         | Manuel Rueda               | A7                | 12                | Ongeluk           | Ongeluk           |
| DNF               | 42                | Aigar Pärs           | Suzuki Swift S1600         | A6                | 17                | Wiel afgebroken   | Wiel afgebroken   |
| DNF               | 42                | Ken Järveoja         | Aigar Pärs                 | A6                | 17                | Wiel afgebroken   | Wiel afgebroken   |
| DNF               | 47                | Alessandro Bettega   | Ford Fiesta S1600          | A6                | 8                 | Motor             | Motor             |
| DNF               | 47                | Simone Scattolin     | TRT Srl                    | A6                | 8                 | Motor             | Motor             |

| JWRC top drie | JWRC top drie        | JWRC top drie |
| Pos.          | Rijder               | Pnt.          |
| ------------- | -------------------- | ------------- |
| 1             | Urmo Aava            | 10            |
| 2             | Per-Gunnar Andersson | 8             |
| 3             | Martin Prokop        | 6             |

## Statistieken

#### Klassementsproeven
| Etappe | Datum  | KP | Starttijd | Naam             | Lengte   | Snelste rijder     | Tijd    | Gem. snelheid | Rallyleider        |
| ------ | ------ | -- | --------- | ---------------- | -------- | ------------------ | ------- | ------------- | ------------------ |
| 1      | 18 mei | 1  | 9:43      | Crastazza 1      | 31,13 km | Jari-Matti Latvala | 21:27,8 | 87,02 km/u    | Jari-Matti Latvala |
| 1      | 18 mei | 2  | 10:58     | Terranova 1      | 21,21 km | Sébastien Loeb     | 15:14,9 | 83,46 km/u    | Jari-Matti Latvala |
| 1      | 18 mei | 3  | 11:34     | Monte Olia 1     | 20,36 km | Henning Solberg    | 14:52,7 | 82,11 km/u    | Jari-Matti Latvala |
| 1      | 18 mei | 4  | 14:53     | Crastazza 2      | 31,13 km | Marcus Grönholm    | 20:51,9 | 89,52 km/u    | Marcus Grönholm    |
| 1      | 18 mei | 5  | 16:08     | Terranova 2      | 21,21 km | Sébastien Loeb     | 14:44,9 | 86,29 km/u    | Marcus Grönholm    |
| 1      | 18 mei | 6  | 16:44     | Monte Olia 2     | 20,36 km | Sébastien Loeb     | 14:30,9 | 84,16 km/u    | Sébastien Loeb     |
|        |        |    |           |                  |          |                    |         |               | Sébastien Loeb     |
| 2      | 19 mei | 7  | 9:25      | Loelle 1         | 22,57 km | Sébastien Loeb     | 13:40,6 | 99,02 km/u    | Sébastien Loeb     |
| 2      | 19 mei | 8  | 10:25     | Monte Lerno 1    | 29,31 km | Sébastien Loeb     | 19:23,3 | 90,70 km/u    | Sébastien Loeb     |
| 2      | 19 mei | 9  | 11:10     | Su Filigosu 1    | 19,48 km | Sébastien Loeb     | 12:36,3 | 92,73 km/u    | Sébastien Loeb     |
| 2      | 19 mei | 10 | 14:45     | Loelle 2         | 22,57 km | Marcus Grönholm    | 13:31,6 | 100,11 km/u   | Sébastien Loeb     |
| 2      | 19 mei | 11 | 15:45     | Monte Lerno 2    | 29,31 km | Sébastien Loeb     | 18:58,7 | 92,66 km/u    | Sébastien Loeb     |
| 2      | 19 mei | 12 | 16:30     | Su Filigosu 2    | 19,48 km | Marcus Grönholm    | 12:19,3 | 94,86 km/u    | Sébastien Loeb     |
|        |        |    |           |                  |          |                    |         |               | Sébastien Loeb     |
| 3      | 20 mei | 13 | 7:55      | San Giovanni 1   | 10,66 km | Mikko Hirvonen     | 7:21,9  | 86,84 km/u    | Marcus Grönholm    |
| 3      | 20 mei | 14 | 9:06      | Monte Nuragone 1 | 7,67 km  | Henning Solberg    | 5:37,3  | 81,86 km/u    | Marcus Grönholm    |
| 3      | 20 mei | 15 | 9:50      | Braniatogghiu 1  | 9,04 km  | Mikko Hirvonen     | 4:38,0  | 117,06 km/u   | Marcus Grönholm    |
| 3      | 20 mei | 16 | 10:57     | San Giovanni 2   | 10,66 km | Daniel Sordo       | 7:06,4  | 90,00 km/u    | Marcus Grönholm    |
| 3      | 20 mei | 17 | 12:08     | Monte Nuragone 2 | 7,67 km  | Henning Solberg    | 5:29,4  | 83,83 km/u    | Marcus Grönholm    |
| 3      | 20 mei | 18 | 12:52     | Braniatogghiu 2  | 9,04 km  | Mikko Hirvonen     | 4:31,3  | 119,96 km/u   | Marcus Grönholm    |

| KP overwinningen   | KP overwinningen |
| Rijder             | Aantal           |
| ------------------ | ---------------- |
| Sébastien Loeb     | 7                |
| Marcus Grönholm    | 3                |
| Mikko Hirvonen     | 3                |
| Henning Solberg    | 3                |
| Jari-Matti Latvala | 1                |
| Daniel Sordo       | 1                |

## Kampioenschap standen

#### Rijders
|   | Pos. | Rijder          | Pnt. |
| - | ---- | --------------- | ---- |
| 1 | 1    | Marcus Grönholm | 55   |
| 1 | 2    | Sébastien Loeb  | 48   |
| = | 3    | Mikko Hirvonen  | 44   |
| = | 4    | Daniel Sordo    | 28   |
| = | 5    | Petter Solberg  | 20   |

#### Constructeurs
|   | Pos. | Constructeur               | Pnt. |
| - | ---- | -------------------------- | ---- |
| = | 1    | BP Ford World Rally Team   | 99   |
| = | 2    | Citroën Total WRT          | 78   |
| = | 3    | Stobart VK Ford Rally Team | 37   |
| = | 4    | Subaru World Rally Team    | 34   |
| = | 5    | OMV Kronos Citroën WRT     | 25   |

- Noot: Enkel de top 5-posities worden in beide standen weergegeven.